# Salıpazarı
Salıpazarı là một huyện thuộc tỉnh Samsun, Thổ Nhĩ Kỳ. Huyện có diện tích 454 km² và dân số thời điểm năm 2007 là 20986 người, mật độ 46 người/km².